# 九月の空 (小説)
『九月の空』（くがつのそら）は、高橋三千綱の小説。『文藝』1978年1月号に掲載され、第79回芥川賞受賞作に選ばれた。剣道を通じて成長する高校生の姿を描く青春小説。

## 映画
小説を原作とする映画が松竹の製作により同年公開された。坂東正之助主演で、ヒロイン・石野真子の女優デビュー作となる。監督は山根成之。

### キャスト
- 小林勇：坂東正之助
- 松山小夜子：石野真子
- 小林恭治：長門裕之
- 母・キヌ：野際陽子
- 姉・世津子：風吹ジュン
- 秋間：古尾谷康雅
- 吉田：粟津號
- 布施：山岡建
- 鳴島：宮崎達也
- 金村：深見博
- 田端：佐久田修
- 白石：林田昭彦
- 木次：榎谷誠
- 小野：オリーブ・細井
- ワルツ：根岸とし江
- 痴漢A：セントルイス
- 痴漢B：セントルイス
- 吉田の母ママさん：曽我町子

### スタッフ
- 監督：山根成之
- 脚本：中岡京平
- 原作：高橋三千綱
- 製作：樋口清
- 制作補：池田義徳
- 撮影：坂本典隆
- 美術：森田郷平
- 音楽：田辺信一
- 録音：平松時夫・小尾幸魚
- 照明：八亀実
- 編集：富宅理一
- 助監督：佐光曠

### 撮影
当時高校生だった石野は初挑戦したキスシーンに、「心臓が止まりそうでした」と大変緊張し、わずか3秒の撮影に3時間を費やしてしまい、撮影終了後は泣いたと話している。2011年4月に銀座シネパトスで、1970年代のアイドル映画を一挙に公開する特集上映「70年代アイドル映画大全VOL.Ⅱアイドル映画で春ラ！ラ！ラ！」が開催され、4月15日に本作の上映と石野のトークイベントがあった。石野は当時は多忙のため本作を見る時間がなく、3日前に初めて本作を観たと話し、「感激いたしました。DVD化もされていないので、先日映画を見ることができて、すごくいい作品に出させていただいたなと」と歳月を経て、改めて出演を喜んだ。

### 同時上映
『博多っ子純情』
- 主演：光石研／監督：曽根中生。